# 小倉淳一
小倉 淳一（おぐら じゅんいち）は、日本の考古学者。
法政大学文学部教授。法政大学文学部長。法政考古学会会長。日本シーボルト協会幹事。

## 略歴・人物
千葉県立佐倉高等学校卒業後、法政大学文学部史学科へと進学。1989年に同大学を卒業し、1992年、法政大学大学院人文科学研究科 日本史学専攻 博士前期課程修了。大学院在学中より、東京国立博物館学芸部考古課にて補佐員を担当する。1996年、法政大学大学院人文科学研究科 日本史学専攻 博士後期課程単位取得満期退学。
1998年からは、東京芸術大学大学院美術研究科文化財保存学専攻システム保存学助手、財団法人横浜市ふるさと歴史財団学芸課学芸係（横浜市歴史博物館）を務めた。2012年より、法政大学文学部准教授となり、2018年から同大学教授となった。
2004年より、法政考古学会会長。

## 著作等

### 単著・共著
- 『法政大学所蔵 伊藤鉄夫・陽夫考古学資料目録Ⅰ―伊藤陽夫収集資料編―』（法政大学、1990年）
- 『法政大学多摩校地遺跡群Ⅳ―E・D・B地区―』（法政大学、1991年）
- 『田島町文化財調査報告書第十集 会津田島 寺前遺跡』（田島町教育委員会、1992年）
- 『法政大学タクラマカン沙漠調査概要報告書』（法政大学、1993年）
- 『高津尾遺跡17区発掘調査報告書 福岡県北九州市小倉南区所在遺跡の調査』（北九州市教育委員会、1993年）
- 『法政大学所蔵 伊藤鉄夫・陽夫考古学資料目録Ⅱ―伊藤鉄夫収集資料編―』（法政大学、1996年）
- 『東京国立文化財研究所所蔵 X線フィルム目録 Ⅰ ―考古資料編―』（東京国立文化財研究所、1998年）
- 『特別展 発見！巨大集落 大熊仲町遺跡と縄文中期の世界』（横浜市歴史博物館、2000年）
- 『特別展 甦る大環濠集落 ―吉野ヶ里から大塚まで―』（横浜市歴史博物館、2001年）
- 『たのしい考古学』（横浜市歴史博物館、2002年）
- 『南関東の弥生土器 考古学リーダー５』（六一書房、2005年）
- 『南関東の弥生土器２ 後期土器を考える 考古学リーダー16』（六一書房、2009年）
- 『小シーボルトと日本の考古・民族学の黎明』（同成社、2011年）
- 『図説 都筑の歴史』（都筑区ふるさとづくり委員会、2019年）

## 専門分野
- 日本考古学
- 弥生時代